# Mikrokefália
A mikrokefália egy olyan idegfejlődési rendellenesség amelynek következtében a csecsemő feje lényegesen kisebb, mint a vele azonos korú és nemű átlagos gyerekeké. Fontos neurológiai indikációként vagy figyelmeztető jelként szolgál, azonban nincs egységes definíciója. Többnyire úgy definiálják, hogy amennyiben a fej kerülete az adott korra és nemre vonatkozó átlagos fejkerülettől több mint kétszeres szóráson kívül esik (+-2σ, bővebben lásd szórás), akkor azt mikrokefáliának nevezzük. Néhány akadémikus inkább a háromszoros szórás értéket javasolja kritériumnak. A mikrokefália lehet kongenitális, azaz vele született vagy kialakulhat az élet első néhány évében is. A rendellenesség számos betegség következményeként megjelenhet, ami az agy abnormális növekedését okozza vagy olyan szindróma, ami valamilyen kromoszóma szabálytalan működéséhez kapcsolható. Az MCPH1 gének (magzati korban az agy kifejlődéséért felelős gén) homozigóta mutációja (mindkét szülőtől hibás gént örököl) okozza elsődlegesen a mikrokefáliát, illetve egyéb hibás gének is okozhatják úgy, mint CDK5RAP2, ASPM, CENPJ, STIL.
Általában elmondható, hogy a mikrokefáliával születettek várható élettartama kisebb, illetve az agyi funkciókat előrejelző prognózis gyenge. A kórjóslat változó a kapcsolódó rendellenességektől függően.

## Tünetek

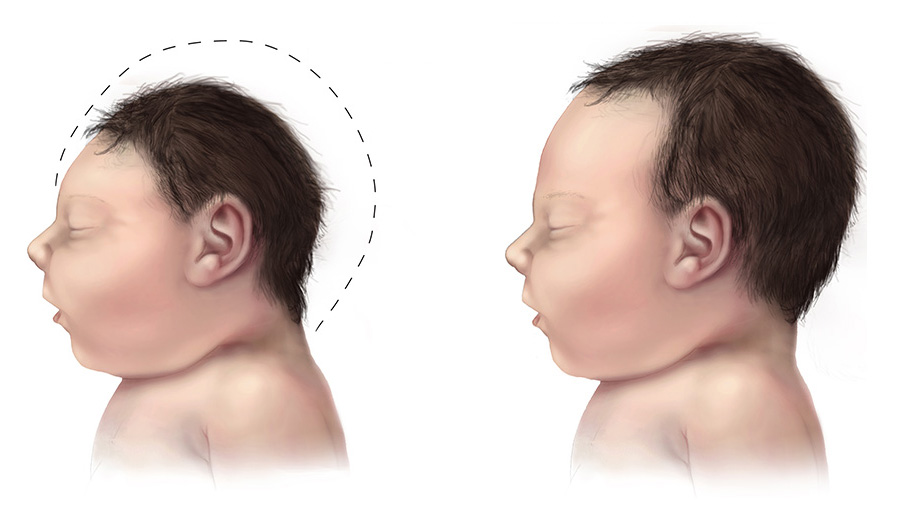
Egy mikrokefáliával született csecsemő feje (bal) összehasonlítva egy normál csecsemő fejméretével

Az érintett újszülötteket általában sokszor sújtják neurológiai hibák és rohamok (agyvérzés). A szellemi fejlődés súlyos visszamaradottsága általános, azonban a motoros funkciókat érintő fejlődési rendellenesség csak későbbi életkorban tűnik ki.
A mikrokefáliával született újszülöttek általában csökkent fejmérettel születnek. Következésképp a fej nem képes növekedésre, míg az arc normális ütemben folytatja a fejlődését, mindez olyan gyerekhez vezet, akinek kicsi a feje, kopaszodó a homloka és megereszkedett, gyűrött a hajas fejbőre. Ahogy a kisgyerek idősödik, a koponya kis mérete nyilvánvalóbbá válik, azonban a teljes test is sokszor a normálisnál kisebb súlyú és növekedésben akadályozott. A motoros funkciók és a beszéd kifejlődése késhet. Hiperaktivitás és az intellektuális sérültség általánosan elterjedt következményei a mikrokefáliának, azonban mértékük változó. Görcsök, rángások szintén előfordulhatnak. A motoros képességek csökkenése változó, az ügyetlenségtől a mind négy végtagra vonatkozó bénulásig (tetraplégia) terjedhetnek.
A mikrokefália következményei:
- Görcsrohamok
- Fejlődésbeli visszamaradottság, mint a beszéd kifejlődése és egyéb fejlődési mérföldkövek (ülés, állás, járás)
- Törpe- vagy alacsonynövés
- Mentális retardáció (csökkent tanulási képesség, csökkent életvezetési képesség)
- Mozgással és egyensúllyal kapcsolatos problémák
- Evési problémák, nyelési nehézség
- Siketség
- Látás problémák

## Előfordulása
A mikrokefália ritka betegségnek számított a 2014-es évekig. Évente alig néhány eset fordult elő. (Jelenleg az USA-ban minden 10 000 élveszületésből 2-12 érintett.) A betegség előfordulási aránya 2014-ben ugrásszerűen megnőtt Brazíliában, ráadásul a Zika-vírus terjedésével egyidejűleg, ezért hozták vele kapcsolatba.

## Okok
A legtöbb babánál a mikrokefália oka ismeretlen. Néhányuknál kimutatható valamilyen hibás gén jelenléte. Egyéb kiváltó okok lehetnek a terhesség alatt:
- Bizonyos fertőzések, mint rózsahimlő, bárányhimlő, toxoplazmózis, cytomegalovírus, Zika-vírus
- Súlyos alultápláltság, úgy mint elégtelen tápanyag vagy nem elég étel bevitele
- Ártalmas anyagoknak való kitettség, mint alkohol, bizonyos drogok és mérgező kemikáliák

Kutatók szintén tanulmányozzák a Zika-vírus és a mikrokefália kapcsolatát, mert a terhes nők körében a Zika-vírussal való fertőzöttség terjedésével az esetek számának hirtelen növekedését tapasztalták.

## Osztályozása
A mikrokefália a fejet érintő rendellenesség egy fajtája. Két csoportra szokták osztani:

## Kezelése
A mikrokefália egy életen át fennmaradó állapot. Nincs ismert gyógymódja. Mivel a mikrokefália az enyhétől a súlyosig terjedhet a kezelési módok is ennek megfelelően változnak. Enyhe mikrokefáliával érintett csecsemők sokszor nem tapasztalnak semmilyen problémát a kisebb fejméreten kívül. Ezeknek a csecsemőknek rendszeres ellenőrzésre lesz szükségük fejlődésük nyomon követése miatt.
Súlyos mikrokefália esetében a babáknak a kezelés elsősorban az egyéb egészségügyi problémáik (lásd feljebb) kezelésére fókuszálódik. A korai képességfejlesztés sokszor segít, hogy fejlődjenek vagy maximalizálják a fizikai és szellemi potenciáljukat.